# Abolodoria abdominalis
Abolodoria abdominalis är en tvåvingeart som beskrevs av Townsend 1934. Abolodoria abdominalis ingår i släktet Abolodoria och familjen parasitflugor. Inga underarter finns listade i Catalogue of Life.